# Jamal Reynolds
Pour les articles homonymes, voir Reynolds.
(en) Statistiques sur pro-football-reference
Idris Jamal Reynolds (né le 20 février 1979 à Augusta en Géorgie) est un joueur professionnel de football américain qui évoluait au poste de defensive end dans la National Football League (NFL) pendant trois saisons au début des années 2000.
Il joue au football universitaire pour Université d'État de Floride avec l'équipe des Seminoles et est nommé dans l'équipe All-America. Les Packers de Green Bay le choisissent au premier tour de la draft 2001 de la NFL en dixième position.

## Biographie

### Jeunesse
Reynolds est né à Augusta en Géorgie. Il fréquente l'Aiken High School à Aiken en Caroline du Sud. Son frère, Rashad Reynolds, a aidé cette école à remporter le championnat d'état en 1992.

### Carrière universitaire
Reynolds fréquente Université d'État de Floride et joue au poste de defensive end sous les ordres de l'entraîneur Bobby Bowden des Seminoles de 1997 à 2000. À la suite de sa dernière saison en 2000, il intègre la première équipe All-Atlantic Coast Conference (ACC), et est reconnu, par une décision unanime, membre de la première équipe All-America. Il remporte également le Rotary Lombardi Award, et est finaliste pour le Football de Collège News' Joueur Défensif de l'Année[Quoi ?]. En tant que senior, Reynolds accumule un sommet en carrière de 12 sacks et 58 plaquages.

### Carrière professionnelle
Son pédigrée universitaire amène les Packers de Green Bay à le sélectionner avec la 10e sélection lors de la draft 2001 de la NFL. Les Packers acquièrent ce choix des Seahawks de Seattle en échange de Matt Hasselbeck et leur 17e rang de sélection dans la draft.
Les blessures et l'émergence de Kabeer Gbaja-Biamila empêchent Reynolds de prendre part à la première dizaine de matchs de sa saison recrue. Il termine cette saison avec quatre plaquages et deux sacks. Le 8 juillet 2004, après deux saisons au cours desquelles Reynolds totalise seulement trois sacks en 13 matchs, les Packers tentent de l'échanger aux Colts d'Indianapolis. Cependant, l'échange est annulé après que Reynolds ait échoué les tests médicaux des Colts. Dix jours plus tard, les Packers libèrent Reynolds, et il est recruté par les Browns de Cleveland, qui espèrent sauver la jeune carrière de Reynolds. Reynolds est coupé par les Browns avant le début de la saison 2004 et n'a pas joué en NFL depuis.